# Bengendorf
Bengendorf ist der kleinste Stadtteil von Heringen (Werra) im osthessischen Landkreis Hersfeld-Rotenburg.
Bengendorf liegt, von Wald umgeben, in Osthessen westlich des Hauptortes. Am westlichen Ortsrand verläuft die Landesstraße 3306.

## Geschichte

### Ortsgeschichte
Erstmals urkundlich erwähnt wird das Dorf im Jahre 1397. Damals war Bengendorf noch eine Wüstung und führte den Namen Penchindorff. Später wurde der Ortsname Benchendorf und danach Benigedorf geschrieben. Nach dem Dreißigjährigen Krieg war der Ort wieder wüst und wurde erst nach 100 Jahren wieder besiedelt.
Zum 31. Dezember 1971 wurde die bis dahin selbständige Gemeinde Bengendorf im Zuge der Gebietsreform in Hessen auf freiwilliger Basis in die Gemeinde Heringen (Werra) eingemeindet.
Für Bengendorf wie für alle im Zuge der Gebietsreform nach Heringen eingegliederten Gemeinden wurden Ortsbezirke mit Ortsbeirat und Ortsvorsteher nach der Hessischen Gemeindeordnung gebildet.

### Einwohnerentwicklung
| Bengendorf: Einwohnerzahlen von 1834 bis 2020 | Bengendorf: Einwohnerzahlen von 1834 bis 2020 | Bengendorf: Einwohnerzahlen von 1834 bis 2020 | Bengendorf: Einwohnerzahlen von 1834 bis 2020 | Bengendorf: Einwohnerzahlen von 1834 bis 2020 |
| --- | --------------------------------------------- | --------------------------------------------- | --------------------------------------------- | --------------------------------------------- |
| Jahr |                                               |                                               |                                               | Einwohner                                     |
| 1834 | 1834                                          |                                               | 99                                            | 99                                            |
| 1840 | 1840                                          |                                               | 106                                           | 106                                           |
| 1846 | 1846                                          |                                               | 102                                           | 102                                           |
| 1852 | 1852                                          |                                               | 100                                           | 100                                           |
| 1858 | 1858                                          |                                               | 119                                           | 119                                           |
| 1864 | 1864                                          |                                               | 113                                           | 113                                           |
| 1871 | 1871                                          |                                               | 99                                            | 99                                            |
| 1875 | 1875                                          |                                               | 90                                            | 90                                            |
| 1885 | 1885                                          |                                               | 92                                            | 92                                            |
| 1895 | 1895                                          |                                               | 93                                            | 93                                            |
| 1905 | 1905                                          |                                               | 90                                            | 90                                            |
| 1910 | 1910                                          |                                               | 92                                            | 92                                            |
| 1925 | 1925                                          |                                               | 87                                            | 87                                            |
| 1939 | 1939                                          |                                               | 81                                            | 81                                            |
| 1946 | 1946                                          |                                               | 96                                            | 96                                            |
| 1950 | 1950                                          |                                               | 96                                            | 96                                            |
| 1956 | 1956                                          |                                               | 95                                            | 95                                            |
| 1961 | 1961                                          |                                               | 100                                           | 100                                           |
| 1967 | 1967                                          |                                               | 89                                            | 89                                            |
| 1970 | 1970                                          |                                               | 90                                            | 90                                            |
| 1980 | 1980                                          |                                               | ?                                             | ?                                             |
| 1990 | 1990                                          |                                               | ?                                             | ?                                             |
| 2000 | 2000                                          |                                               | ?                                             | ?                                             |
| 2011 | 2011                                          |                                               | 39                                            | 39                                            |
| 2020 | 2020                                          |                                               | 49                                            | 49                                            |
| Datenquelle: Historisches Gemeindeverzeichnis für Hessen: Die Bevölkerung der Gemeinden 1834 bis 1967. Wiesbaden: Hessisches Statistisches Landesamt, 1968. Weitere Quellen: ; Zensus 2011 |                                               |                                               |                                               |                                               |

### Religionszugehörigkeit
| • 1885: | 92 evangelische (= 100,00 %) Einwohner                          |
| • 1961: | 92 evangelische (= 92,00 %), 6 katholische (= 6,00 %) Einwohner |

## Politik
Für den Stadtteil Bengendorf besteht ein Ortsbezirk (Gebiete der ehemaligen Gemeinde Bengendorf) mit Ortsbeirat und Ortsvorsteher nach der Hessischen Gemeindeordnung. Der Ortsbeirat besteht aus fünf Mitgliedern. Bei Kommunalwahlen in Hessen 2021 lag die Wahlbeteiligung zu den Ortsbeiratswahlen bei 64,57 %. Alle Kandidaten gehören der „Einheitsliste Bürgere für Bengendorf“ (EL) an. Der Ortsbeirat wählte Eckhard  Bock zum Ortsvorsteher.

## Sehenswürdigkeiten
Für die unter Denkmalschutz stehenden Kulturdenkmäler des Ortes siehe die Liste der Kulturdenkmäler in Bengendorf.